# 遊就館
遊就馆（日语：／ Yūshūkan）是靖国神社内的一个战争博物馆，成立於1882年（明治15年），是日本最初、歷史最悠久的軍事博物館。
遊就馆展览的主题是“战争”，主要有日本在近代战争中所使用的武器、军人遗品、战时资料等约10万件，军人遗照约5000张。另外，日本进攻珍珠港成功后所发电报、战败后日本陆军大臣阿南惟几自杀之前的遗书也陈列其中。
遊就馆的取名，是源于《荀子·劝学篇》中“故君子居必择乡，遊必就士，所以防邪僻而近中正”的“遊必就士”之意而来，原文意思是：居住要选择合适的地方，交遊要接近贤德之人，是以免入歧途，做正确的事。

## 历史

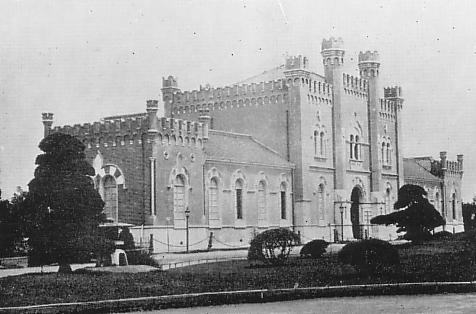
明治時期的遊就館

明治11年由山縣有朋發起興建，費用由西南戰爭時期接收華族的一部分恤兵金支付。
最初展覽的是1882年幕末維新的新政府軍陣亡者的遺物。歷經甲午戰爭與日俄戰爭，1910年明治天皇下勅令該館為「蒐集、保存跟武器沿革相關之物件作為軍事上之參考的場所」（勅令192號）。經過第一次世界大戰後展覽資料越來越多，設施亦屢次擴建，雖然在1923年關東大地震的時候受損壊，翌年就建築了臨時博物館，1932年重新再建。
遊就館在戰爭期間得到陸軍省借出不少擄獲的兵器展覽，然而第二次世界大戰後因遊就館令被廢除而關閉。失去國家補助的靖国神社於是以修理遊就館為條件，租賃建築物與周圍土地，1947年11月，美軍接收的富國生命保險公司以月租5萬圓（當時）承租，成為該公司的「九段本社」。
1961年鄰接遊就館的一部份靖國會館改為「寶物遺品館」重新開放。1980年富國生命保險退租，當時的社長向財經界有力人士訴說靖國神社的窮困環境，促成「靖國神社崇敬奉贊會」。1985年7月13日完成翻修設施，由民間法人化的遊就館重開。之後因為建築老舊及展覽空間不足，在創立一百三十周年紀念時重修本館並興建新館，藉此把本來露天的展品都改放在室內，2002年7月13日再重開。

## 展覽廳
- 一樓門口大堂（免費入場）
  - 展出零式艦上戰鬥機五二型、大戰時南方鐵道部隊曾經使用，戰後在泰國繼續運行的國鐵C56形蒸氣火車31號列車、八九式十五厘米加農砲、九六式十五厘米榴彈砲等。門口大堂內的展品均可拍攝。

- 展覽廳（收費）
  - 從門口大堂乘搭電動扶梯可到達2樓展覽廳，順序展出「古代」、「近代史」、「明治維新」、「戊辰戰爭」、「西南戰爭」、「日清戰爭」、「北清事變」、「日露戰爭」、「滿州事變」、「支那事變」、「大東亞戰爭」（「太平洋戰爭」）等時代的相關資料。

- 在2樓展覽廳亦展出日本刀、甲冑、古式槍械、戊辰戰爭時官軍用過的錦旗等，當中有陸軍歩兵第三百二十一聯隊的連隊旗，逃過終戰時軍旗奉燒命令，是現存唯一完整無缺的軍旗。
  - 2樓有播放室，播放關於祭祀對象與及近代、現代日本的紀錄片。錄影帶或DVD雖然是非賣品，但成為制作這些紀錄片的響應英靈會的會員，則可獲得「想跟你相逢」（君にめぐり合いたい）與「我們不會忘記」（私たちは忘れない）共兩套影片。
  - 1樓大展覽廳展出在雅蒲島發現的艦上轟炸機彗星、九七式中戰車、特攻魚雷回天、特攻飛機櫻花11型的複製品、戰艦陸奥各副砲及砲彈、機槍及舊日本帝國海軍的戰艦大和號模型等。亦有展出戰後尋找陣亡者遺骸的時候，在戰場回收的遺物，包括中國戰線上戰死的航空兵的衣服、陣亡者的遺書等。
  - 在參觀路線最後的展覽「靖國的眾神」（靖国の神々）當中，陳列了成為祭祀對象的部分戰死者遺照與肖像畫。

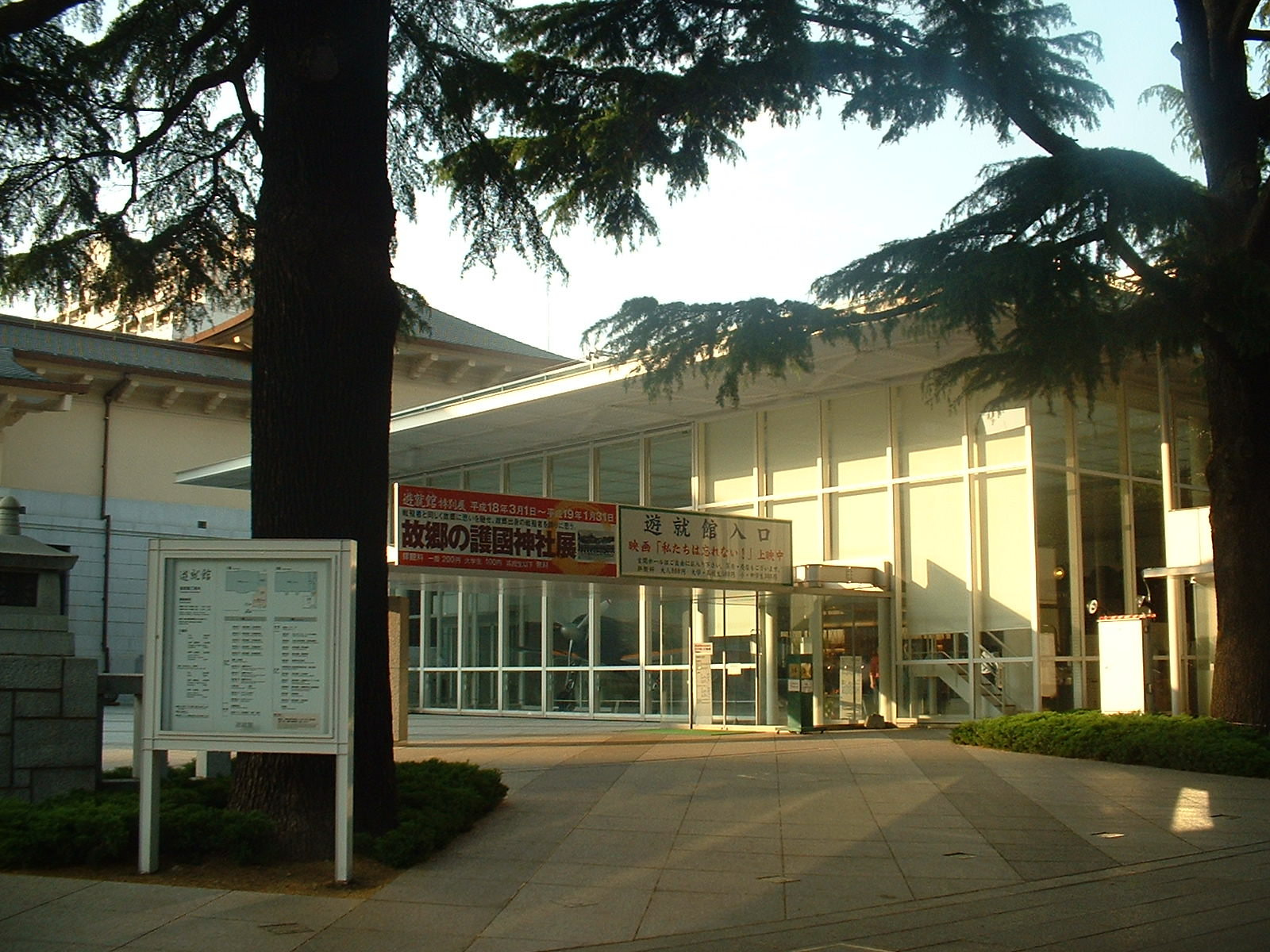
新館入口附近
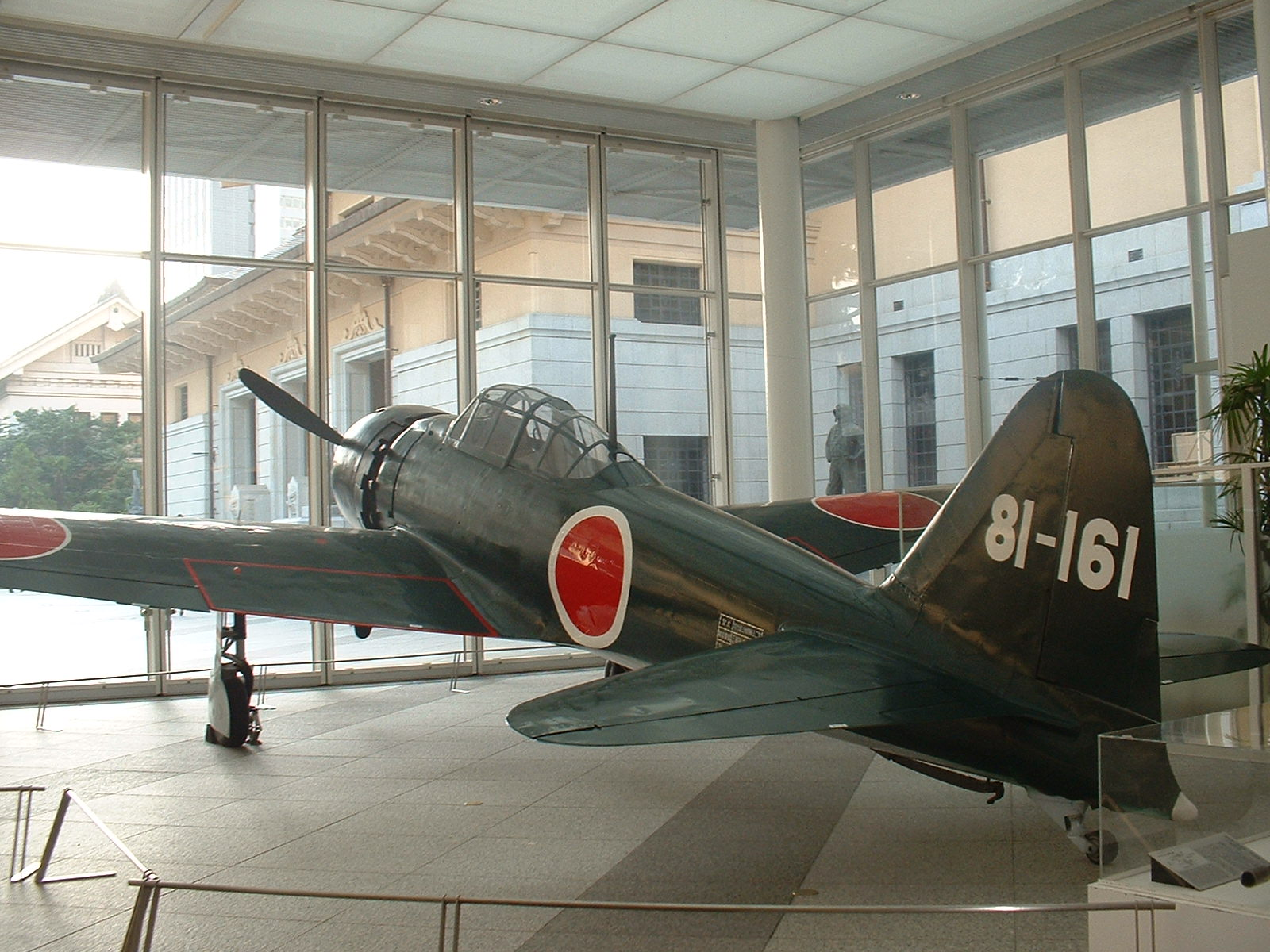
零式艦上戰鬥機
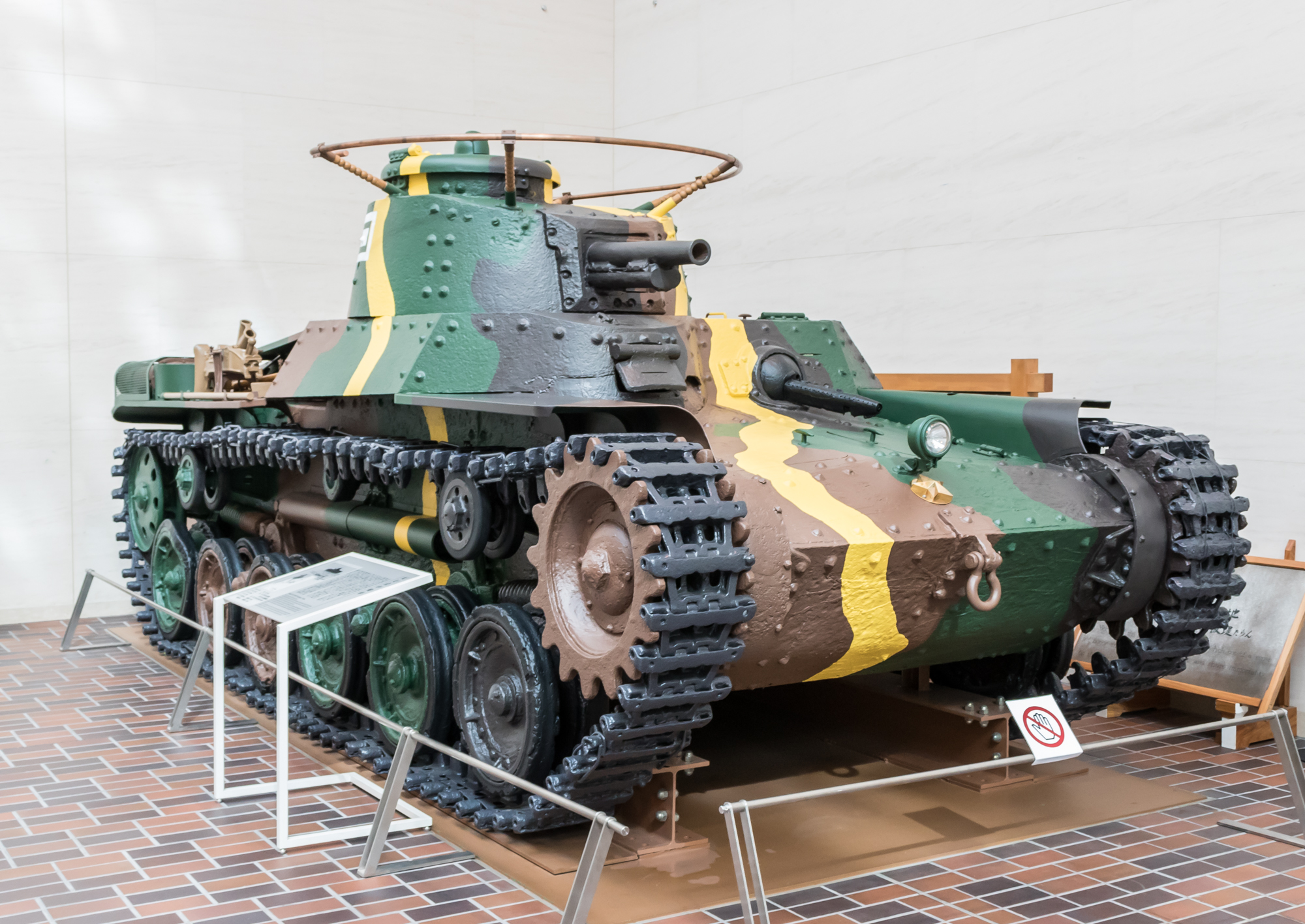
九七式中戰車
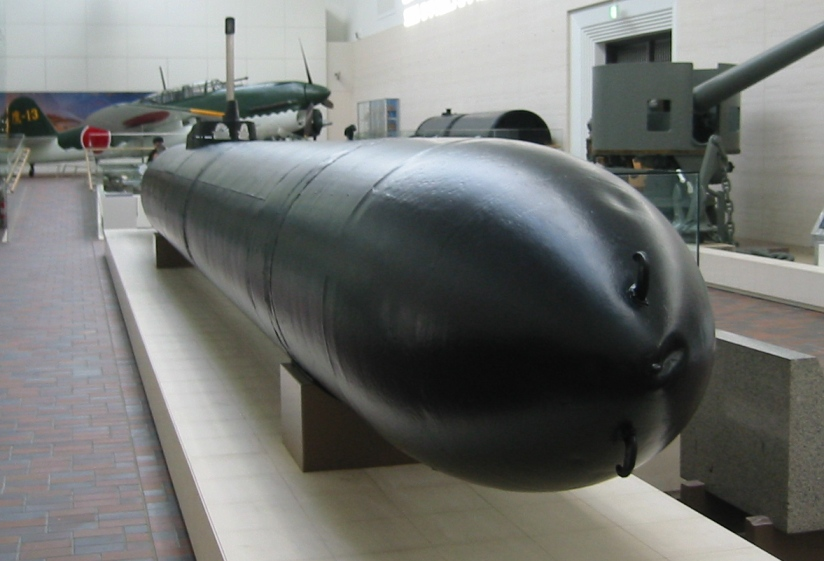
回天一型
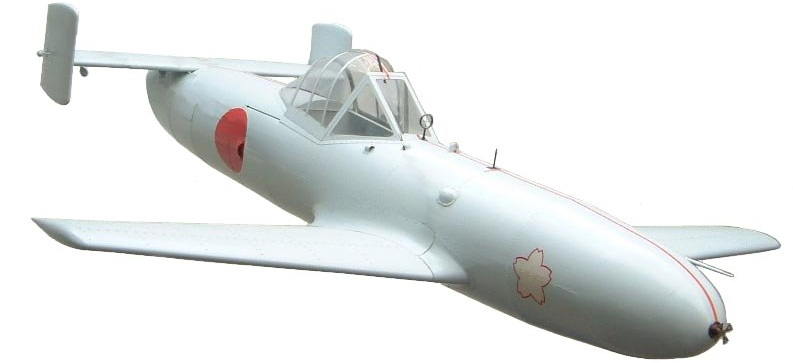
特攻飛機櫻花十一型的複製品
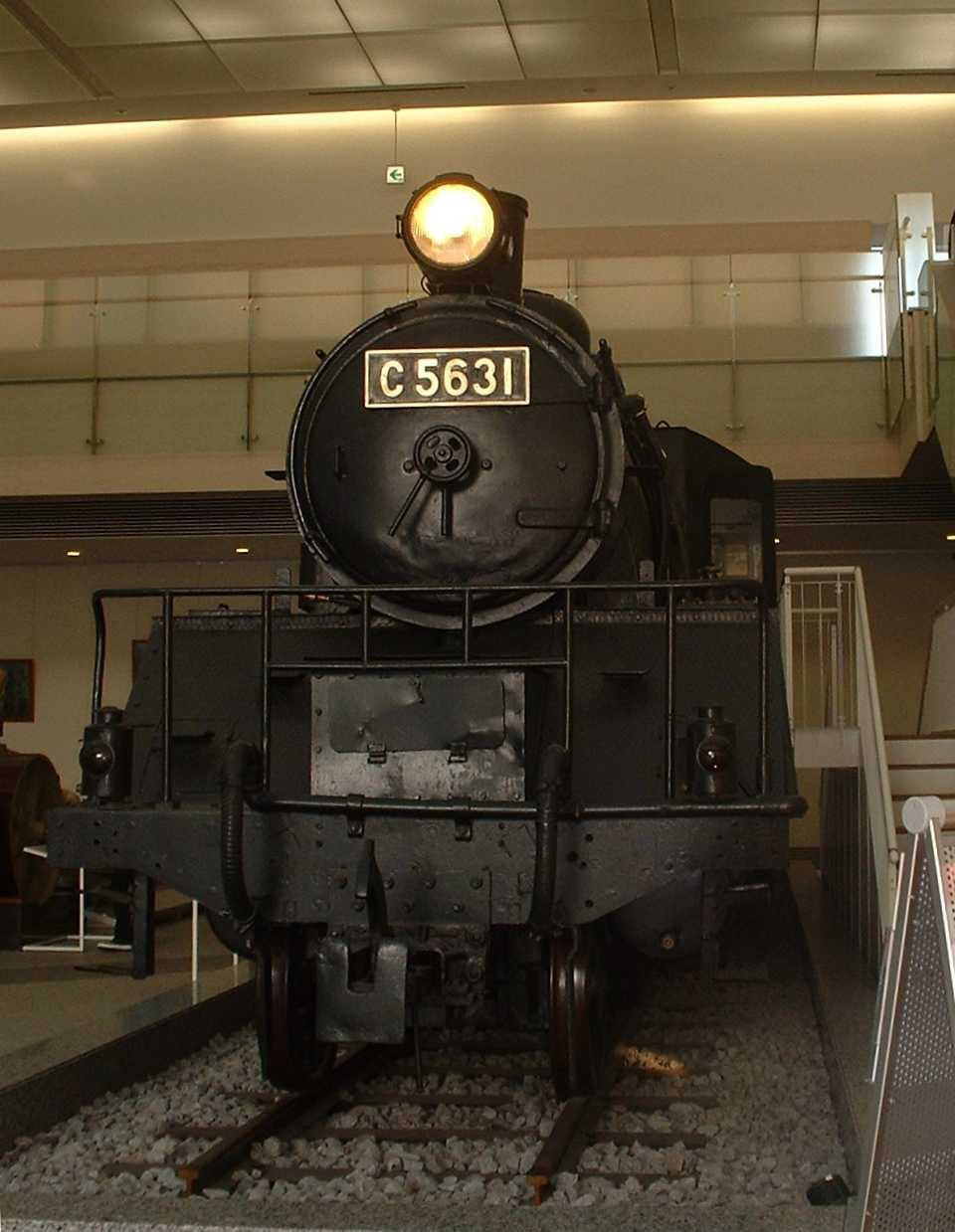
泰國運回的蒸氣火車C5631

## 爭議
2006年起，日本因受到美國的壓力，終於刪除遊就館部分展示板上對美國批評的內容。硫磺島戰役「美軍遭受極大傷亡」之後的「美軍統帥部遭到國民譴責，甚至產生了議和時機」被刪除，改為明確記錄沖繩島戰役日美雙方戰死人數：「美軍死傷66000人」「沖繩縣居民死亡人數超過10萬人」。有關美國總統小羅斯福「只有以禁運來逼迫日本，強迫日本開戰，於是美國經濟在與日本作戰後全面復甦」這句說明被刪除。關於中國抗日戰爭，增加「當地日本軍隊在北部支那（日方承認滿洲國）的活動」這句說明。另外，關於南京大屠殺，則刪除「在南京城內，普通市民的生活得以恢復和平」，改為「嚴厲查處了散兵游勇」。在遊就館開幕時擔任展示監修工作的前日本防衛研究所戰史部主任研究官永江太郎表示：「當時這些錯誤就很顯眼，和神社方面共同決定在五年內進行修改。」